# Snina
Snina (hongrois Szinna) est une ville de l'est de la Slovaquie.

## Démographie

### Évolution de la population
| Année:               | 1994.  | 2004.   | 2014.   | 2024.    |
| -------------------- | ------ | ------- | ------- | -------- |
| Nombre de personnes: | 20 603 | 21 328  | 20 294  | 17 879   |
| Différence:          |        | +3,51 % | -4,84 % | -11,90 % |

| Année:               | 2023.  | 2024.   |
| -------------------- | ------ | ------- |
| Nombre de personnes: | 18 101 | 17 879  |
| Différence:          |        | -1,22 % |

## Monuments historiques
- Cathédrale.

## Personnalités
- Milan Chautur (°1957), premier éparque de l'Éparchie de Košice
- Pavol Diňa (°1963), joueur de football slovaque